# آلکس م.و.ر.ف.
آلکس م.و.ر.ف. (به آلمانی: .Alex M.O.R.P.H) یک دی جی آلمانی و تهیه کننده موسیقی در سبک ترنس و تکنو برد است.